# Turgis de Tracy
Turgis de Tracy o de Traci (Turgisius de Traci; Vire Normandie, circa 1009 – post 1086) è stato un nobile e militare normanno, siniscalco di Guglielmo il Conquistatore durante la sua conquista dell'Inghilterra.
È ritenuto il capostipite della famiglia baronale dei Tracy, culminata in Guglielmo di Tracy, uno degli assassini di san Tommaso Becket un secolo più tardi.

## Biografia
Le origini della famiglia de Tracy sono molto incerte, ed è stato ipotizzato che, come per molte altre famiglie nobili medievali, esse siano state fabbricate a tavolino per conferire più prestigio alla casata.
Il primo membro della famiglia ad essere esistito con certezza è proprio Turgis, nato attorno al 1009 da Ugo il Rosso, signore di Tracie, un piccolo villaggio della Normandia. Il padre morì certamente prima del 1066, poiché prima di quella data Turgis aveva già ereditato i feudi familiari e anche raggiunto una posizione di potere all'interno della corte del duca di Normandia Guglielmo II, di cui era siniscalco.
Quando il suo signore invase nel 1066 il regno d'Inghilterra Turgis, nonostante l'età ormai avanzata, lo seguì, e fu uno dei capi dell'esercito normanno alla battaglia di Hastings, venendo per questo citato nel poema epico-cavalleresco del Roman de Rou del poeta Wace. Come ricompensa dei suoi servigi Guglielmo gli concesse numerose terre nel paese conquistato, segnatamente nel Devon, e nel 1086 Turgis compare tra i grandi proprietari terrieri elencati nel Domesday Book.
Evidentemente ancora un buon guerriero nonostante l'età, Guglielmo gli affidò in seguito il controllo anche della città di Le Mans, che tuttavia non riuscì a tenere, venendone cacciato nel 1073 dal conte d'Angiò Folco IV. Dopo la menzione nel Domesday Book del 1086 non ci sono altre citazioni di Turgis in documenti ufficiali, quindi probabilmente venne a mancare di lì a poco.

## Discendenza
Turgis de Tracy ebbe almeno un figlio certo, William de Tracy (1045 circa - 1111 circa), dal quale discese il ramo principale della famiglia, più una figlia dal nome sconosciuto e un ulteriore figlio di nome Gilbert, ma di questi ultimi due non si ha l'assoluta sicurezza.